# Micah Jenkins
Pour les articles homonymes, voir Jenkins.
Micah Jenkins (né le 1er décembre 1835 à Edisto Island et mort le 6 mai 1864 dans le comté de Spotsylvania) est un général des États confédérés d'Amérique durant la guerre de Sécession.
Il trouve la mort lors de la bataille de la Wilderness par un tir ami.